# Пакет (филм)
Пакет (енгл. The Package) је амерички акциони криминалистички трилер филм режисера Ендруа Дејвиса из 1989. године, по сценарију Џона Бишопа. Овај политички трилер из 1989. са Џином Хекменом, Џоаном Кесиди и Томијем Ли Џонсом у главним улогама, смештен је у време после хладноратовског отапања совјетско-америчких односа. Филм приказује заверу за убиство америчких и совјетских лидера. САД и СССР се спремају да потпишу споразум о разоружању како би у потпуности елиминисали нуклеарно оружје, али се војне елите сваке земље категорично противе таквом плану и одлучне су да га зауставе по сваку цену.

## Радња
У последњим годинама Хладног рата, у Западном Берлину одржан је дипломатски самит између Сједињених Америчких Држава и Совјетског Савеза, припрема за следећи који ће се одржати у Чикагу између америчког председника и совјетског генералног секретара, који би требало довести до демонтаже одговарајућих нуклеарних арсенала. Током састанка, два америчка официра су убијена у нападу. Наредник зелених беретки Џони Галагер, шеф надзорне патроле, оптужен је за немар од стране пуковника Глена Вајтејкра и због тога је, очигледно, кажњен задатком да прати повратак кући Волтера Хенкеа, војног дезертера, што је војни проблем, који је Галагеру одложио војни суд. Галагеру је додељено да прати затвореника из Западног Берлина назад у Сједињене Државе. 
По доласку у Сједињене Државе, Галагера напада група странаца на аеродрому, што омогућава Хенкеу да побегне. Уместо да случај пријави, наредник тражи помоћ од своје бивше супруге потпуковника Ајлин Галагер, штабног официра, јер она верује да нешто није у реду са ситуацијом. Упркос томе, Галагер је заустављен и стављен у кућни притвор, али успева да побегне и заједно са Ајлин креће у потрагу за Хенкеом. Међутим, пар постаје мета мистериозних убица који немају други циљ осим да их убију. Касније, када једна од запослених његове бивше жене бива убијена, у страху за њену безбедност наредник је спасава и заједно беже док други људи покушавају да их убију. Наредник и његова бивша жена сазнају да се нешто дешава у Чикагу. Наредник Галагер сазнаје да ће преговори о разоружању бити одржани у Чикагу. Возе се у град и наредник Галагер тражи од полицајца кога познаје да му помогне. Склонивши се у Чикаго Галагер затражи помоћ од Милана Делића, детектива поручника полиције Чикага и старог Галагеровог пријатеља, наредник открива да човек кога је вратио кући није Хенке већ Томас Бојет, војник за кога се верује да је погинуо годинама раније у рату у Вијетнаму - пре свега, опасан професионални убица ангажован да убије лидера Совјетског Савеза; правог Хенкеа, с друге стране, Вајтејкр је инфилтрирао у неонацистички покрет који се противио споразуму са Совјетима.
Галагер схвата да је умешан у међународну интригу, коју су организовали Вајтејкр и његове совјетске колеге, а коју су извели војници оба блока, како би уништили успех самита: у ствари, забраном нуклеарног оружја, њихов тренутни биланс - и последичне добити – више не би имале разлога да постоје. Циљ завереника је убиство руског лидера, повереног Бојету, док је Хенке само несвесни пијун, којег је у међувремену Бојет елиминисао и намеравао да на њега као на жртвеног јарца свали кривицу, као и на неонацисте. Галагер, Ајлин и Делић успевају да саставе делове слагалице на време, а Галагер је убио Бојета неколико секунди пре него што је пуцао у совјетског шефа државе. Читава махинација излази на површину, док Вајтејкра и његовог колегу иза Гвоздене завесе, одмах након неуспелог напада, убија официр у завери.

## Улоге
| Глумац           | Улога                     |
| ---------------- | ------------------------- |
| Џин Хекман       | наредник Џон Галагер      |
| Томи Ли Џоунс    | Томас Бојет               |
| Џоана Кесиди     | потпуковник Ајлин Галагер |
| Денис Франз      | поручник Милан Делић      |
| Џон Херд         | пуковник Глен Витакер     |
| Пем Грир         | Рут Батлер                |
| Рени Сантони     | поручник Чикашке Полиције |
| Анатолиј Давидов | Совјетски пуковник        |
| Челси Рос        | генерал Хопкинс           |
| Кевин Кроули     | Волтер Хенке              |
| Рон Дин          | Карл Ричардс              |
| Талмус Расулала  | шеф Тајне службе          |